# Porodničarska krastača
Porodničarska krastača (znanstveno ime Alytes obstetricans) je krastača, ki je razširjena v Belgiji, Franciji, Nemčiji, Luksemburgu, Nizozemski, Portugalski, Španiji in Švici, kasneje pa so jo zanesli tudi v Združeno kraljestvo. Kot pri drugih žabah iz rodu Alytes je tudi pri porodničarski krastači samec tisti, ki na hrbtu in stegnih prenaša mrest, dokler se ne razvijejo paglavci. Čeprav vrsta ni domorodna v Sloveniji, je tu uvrščena na Seznam zavarovanih živalskih vrst.

## Opis
Porodničarska krastača doseže v dolžino do 5,5 cm, vendar so običajno odrasle žabe nekoliko manjše. Samice so običajno večje od samcev. Odrasli osebki so kratki in široki ter imajo precej veliko glavo z velikimi očmi, ki imajo pokončne zenice. Koža je razmeroma gladka, le sem ter tja se pojavlja kakšna bradavica. Vrsta večjih bradavic se vleče po obeh bokih. Barva osebkov je zelo različna, prevladujejo pa sivi, olivni ali rjavi odtenki. Včasih imajo osebki po telesu zelenkaste ali rjave pege. Bradavice so pogosto rdečkaste ali rumenkaste barve. Trebuh in spodnja stran vratu ter nog so sivkaste barve, spodnja stran vratu in prsa so pogosto posejana s pegami temnejše sivih odtenkov.